# La peluquería
La peluquería fue una serie de televisión española  producida por Televisión Española. Es una comedia de sketches ambientada en una estrafalaria peluquería. Está protagonizada por Chiqui Fernández, Juanjo Cucalón, Fernando Gil, Adam Jezierski, Anna Gras, Bárbara Mestanza, entre otros. Se estrenó en la noche del lunes 3 de julio de 2017, y se emitía inicialmente de lunes a jueves de 22:05 a 22:30 en La 1. Debido a la baja audiencia, la serie fue trasladada a la noche de los viernes, después del programa Hotel Romántico, pasando a emitirse a las 23:20. Sin embargo, y tras tres semanas en antena en el late night, la serie pasó a emitirse a La 2 desde el 7 de agosto de 2017 a las 09:00 hasta la finalización de sus episodios pactados.

## Argumento
La serie trata el día a día de una peluquería regentada por Nati (Chiqui Fernández) y Pepe (Juanjo Cucalón) que se encuentra en un barrio en el que conviven distintos personajes como el de Marga (Anna Gras), Andrés (Adam Jezierski) y otros harán que la peluquería se ponga patas arriba.

## Recepción y crítica
La serie ha recibido en general malas críticas. Monegal en El Periódico escribe que: "Lo que pasa en esta peluquería tiene la misma consistencia que el aire que sale de un secador de pelo". En La Vanguardia opinan que la serie está "pasada de moda, sobreactuada, llena de clichés y prejuicios exprimidos sin gracia, y directamente mala". Tras dos semanas de emisión en el access prime time es relegada al late night de la noche de los viernes por baja audiencia.

## Reparto

### Principal
- Chiqui Fernández - Natividad "Nati"
- Juanjo Cucalón - Pepe
- Anna Gras - Margarita "Marga" Gómez
- Fernando Gil - Roco
- Bárbara Mestanza - Paloma
- Adam Jezierski - Andrés
- Carlos Chamarro - Óscar
- David Fernández Ortiz - Raúl
- Bruno Oro - Jorge "Yorch"
- Guillermo Ortega Sierra - Miguel
- Betsy Túrnez - Tamara
- Elena de Frutos - Rebeca
- Chanel Terrero - Guadalupe "Lupe"

#### Con la colaboración especial de
- María Alfonsa Rosso - Doña Aurelia

### Secundario
- Jordi Hurtado - Él mismo (Episodio 4)
- Eduard Gibert - Ramón Redondo (Episodio 4)
- Carmen Flores - Mujer del muerto (Episodio 9)
- Paula Malia - Chica (Episodio 17)
- Santi Bayón - Nacho (Episodio 23)
- Carlos Vicente - Hombre Pelo Quemado (Episodio 32)
- Jordi Domenech - Atracador (Episodio 41)
- Gemma Izquierdo - Reme (Episodio 42)
- José Javier Domínguez - Novio (Episodio 52)
- Jorge Sanz - Él mismo (Episodio 54)
- Raymon Pujol - Atracador (Episodio 58)
- Lara Díez Quintanilla - Susana "Susi" (Episodio 60; 66)
- Óscar Molina - Inspector (Episodio 60; 92)
- Rosa Boladiras - Begoña (Episodio 75)
- Álex Esteve - Joaquín García Domínguez (Episodio 75)
- Agnès Busquets - Loreto (Episodio 85)
- Romina Cucco - Victoria Cruz (Episodio 102)
- Ariadna Gaya - Lucía (Episodio 110)

## Episodios y audiencias
Primera Temporada: 2017
| Número  | Nombre | Fecha      | Espectadores     |
| ------- | --- | ---------- | ---------------- |
| 1-3     | La inauguración (1) / Culebrón a domicilio (2) / Los flyers (3) | 03/07/2017 | 1 263 000 (8,5%) |
| 4-7     | Primer día de Roco (4) / Roco aprende a cotillear (5) / El último día de Aurelia (6) / La panadería (7)                                                                                    | 04/07/2017 | 1 072 000 (7,3%) |
| 8-11    | Volver a fumar (8) / Cuerpo presente (9) / Youtubers (10) / Óscar representante (11) | 05/07/2017 | 971 000 (6,5%)   |
| 12-16   | Atención al cliente (12) / Hipnosis (13) / El capitán (14) / Peluadicción (15) / El Máster (16)                                                                                            | 06/07/2017 | 954 000 (6,3%)   |
| 17-21   | El negociador (17) / El don de Marga (18) / El peinado de Rebeca (19) / Encerrados (20) / Afterhours (21)                                                                                  | 10/07/2017 | 1 102 000 (7,4%) |
| 22-26   | Agregar amigo (22) / Los tres amigos (23) / La webcam (24) / Club de fanes (25) / Nati tiene una aventura (26)                                                                             | 11/07/2017 | 933 000 (6,5%)   |
| 27-31   | Cotilleos (27) / El papel (28) / Las gafas de Marga (29) / El pasado de roco (30) / Día sin móviles (31)                                                                                   | 12/07/2017 | 887 000 (6,4%)   |
| 32-36   | La demanda (32) / El horóscopo (33) / Acacias 38 (34) / La traición de Lupe (35) / Novia imaginaria (36)                                                                                   | 13/07/2017 | 871 000 (6,4%)   |
| 37-44   | Tarifas móvil (37) / Riki (38) / Fiesta con Nati (39) / Realidad virtual (40) / Raúl ventrílocuo (41) / La señora Lobo (42) / La primera vez de Paloma (43) / La timba (44)                | 21/07/2017 | 419 000 (3,7%)   |
| 45-52   | Tienes un e-mail (45) / El farol (46) / La nueva novia de Andrés (47) La nueva pandilla de Óscar (48) / El pelo de Raúl (49) / La segunda equipación (50) / Apuestas (51) / Urgencias (52) | 28/07/2017 | 341 000 (3,1%)   |
| 53-57   | Mano en el pecho (53) / Aurelia y sus famosos (54) / Dos semanas de novios (55) / La venganza (56) / Tarjeta de fidelización (57)                                                          | 07/08/2017 | 9 000 (0,5%)     |
| 58-62   | Quién peina un ladrón (58) / Paloma Community Manager (59) / El cobrador del chaqué (60) / Misma cita a la misma hora (61) / El legado (62)                                                | 08/08/2017 | 21 000 (1,1%)    |
| 63-67   | Novia a la fuga (63) / Despedir a Marga (64) / Viaje con Maricarmen (65) / Riesgos laborales (66) / La mascota (67)                                                                        | 09/08/2017 | 34 000 (1,8%)    |
| 68-72   | Paloma & Furious (68) / Un médico en la sala (69) / Yorch, vendedor ambulante (70) / Aurelia y el Facebook (71) / Buzón de voz (72)                                                        | 10/08/2017 | 17 000 (0,9%)    |
| 73-77   | El juego de los rulos (73) / Giovanni (74) / Paquete para Tamara (75) / Robot de cocina (76) / Un Roco y un funeral (77)                                                                   | 11/08/2017 | 25 000 (1,3%)    |
| 78-82   | Súper-trueque (78) / Grupo sin Pepe (79) / El aniversario (80) / Óscar, consejero (81) / Esperando a Marga (82)                                                                            | 14/08/2017 | 28 000 (1,6%)    |
| 83-87   | La cita de Pepe y Nati (83) / La vende champús (84) / Club de singles (85) / El chico de la foto (86) / Twitter (87)                                                                       | 15/08/2017 | 46 000 (2,6%)    |
| 88-92   | La purga (88) / Raúl monologuista (89) / Adictos al café (90) / Brad Pitt (91) / Marga la ladrona (92)                                                                                     | 16/08/2017 | 19 000 (1,2%)    |
| 93-97   | Matrimonio de conveniencia (93) / El rey del regate (94) / Celsius 5 (95) / Carlitos (96) / La amiga de Marga (97)                                                                         | 17/08/2017 | 36 000 (1,9%)    |
| 98-102  | Atraco perfecto (98) / El lavado de cabeza (99) / El fichaje de Roco (100) / Fiesta sorpresa (101) / Óscar protagonista (102)                                                              | 18/08/2017 | 9 000 (0,4%)     |
| 103-107 | La crítica (103) / La silla maldita (104) / La competición (105) / Cyber Nati (106) / Pelis para dejarlo (107)                                                                             | 21/08/2017 | 27 000 (1,4%)    |
| 108-112 | La cesta de Navidad (108) / El cromo (109) / El diario (110) / El móvil perdido (111) / La familia crece (112)                                                                             | 22/08/2017 | 39 000 (1,8%)    |
| 113-118 | Raúl imitador (113) / Pepe presidente (114) / WhatsApp anti Lupe (115) / Tráfico de paraguas (116) / El anuncio (117) / La deuda (118)                                                     | 23/08/2017 | 20 000 (1,0%)    |
| 119-123 | Facebook abierto (119) / Los otros (120) / Puños de acero (121) / La reventa (122) / El novio de Aurelia (123)                                                                             | 09/10/2017 | 18 000 (0,8%)    |
| 124-128 | Paloma, la jefa (124) / Cancelando (125) / Nati se hace mayor (126) / La gran decisión (127) / La intervención (128)                                                                       | 10/10/2017 | 15 000 (0,6%)    |
| 129-133 | El secador (129) / La otra peluquería (130) / Óscar productor (131) / Un logo para la pelu (132) / ¿Y si...? (133)                                                                         | 11/10/2017 | 13 000 (0,5%)    |
| 134-138 | Trabajo de Andrés (134) / Traficantes de pelo (135) / El trueque (136) / El barco (137) / Miguel duerme en La Pelu (138)                                                                   | 12/10/2017 | 41 000 (1,4%)    |
| 139-143 | El novio de Marga (139) / No sin mi hija (140) / Rebeca speaks English (141) / Juanes (142) / Reciclaje (143)                                                                              | 13/10/2017 | 28 000 (1,2%)    |
| 144-148 | La pelu a domicilio (144) / Las vacaciones (145) / Exceso de confianza (146) / Casual day (147) / Pizza-pille (148)                                                                        | 16/10/2017 | 35 000 (1,2%)    |
| 149-153 | Carpeteros (149) / Gustar gusta (150) / Nati escultora (151) / El día del planeta (152) / Los consejeros (153)                                                                             | 17/10/2017 | 9 000 (0,4%)     |
| 154-158 | Lista de deseos (154) / Aurora (155) / Tickets restaurant (156) / Carnavales (157) Quién peina a quién (158)                                                                               | 18/10/2017 | 24 000 (1,0%)    |
| 159-163 | La mejor amiga de Mari Carmen (159) / La huelga (160) / Video de boda (161) / Sin cita (162) / Cortar (163)                                                                                | 19/10/2017 | 31 000 (1,2%)    |
| 164-168 | La semana del amor (164) / Hermanos triviales (165) / El club de las mechas (166) / La calva de Pepe (167) / El empleado del mes (168)                                                     | 20/10/2017 | 40 000 (1,7%)    |
| 169-173 | Familionarios (169) / Flores para Nati (170) / La obra de Óscar (171) / Terapia (172) / El rulo de la confianza (173)                                                                      | 23/10/2017 | 20 000 (0,9%)    |
| 174-178 | Pepe y la electricidad (174) / Dos días de soltero (175) / El cuadro de Tamara (176) / Ante todo sinceridad (177) / La quinta del buitre (178)                                             | 24/10/2017 | 17 000 (0,8%)    |
| 179-183 | Servicio privado (179) / La ruptura de Yorch (180) / La poesía (181) / El hermano de Óscar (182) / Tamara adivina (183)                                                                    | 25/10/2017 | 20 000 (0,9%)    |
| 184-188 | Nati vs Marga (184) / Pepe vs internet (185) / El viaje de Nati (186) / La diosa (187) / Uña y carne (188)                                                                                 | 26/10/2017 | 15 000 (0,7%)    |
| 189-193 | Milenio 5 (189) / Invitación a la boda (190) / Equipo de fútbol (191) / Hair experience (192) / El cliente mil (193)                                                                       | 27/10/2017 | 21 000 (0,9%)    |
| 194-198 | El retrato (194) / Pepe vegano (195) / Hucha solidaria (196) / El test de embarazo (197) / La botica de Nati (198)                                                                         | 30/10/2017 | 16 000 (0,6%)    |
| 199-203 | Marcos Baldini (199) / Sueños (200) / Radical furgo (201) / Raúl va al gimnasio (202) / San Valentín (203)                                                                                 | 31/10/2017 | 12 000 (0,5%)    |
| 204-208 | Peluquería mixta (204) / La bomba a distancia (205) / Margamorfosis (206) / El libro de reclamaciones (207) / Peluquería low cost (208)                                                    | 01/11/2017 | 47 000 (1,4%)    |
| 209-213 | La pelu-terraza (209) / El tío de la gorra (210) / Belén (211) / Psicopeinados (212) / Champú experience (213)                                                                             | 02/11/2017 | 14 000 (0,6%)    |
| 214-218 | Velázquez (214) / Miguel pierde la tarjeta (215) / Chispi & Boom (216) / Tiempo de multar (217) / La separación (218)                                                                      | 03/11/2017 | 17 000 (0,7%)    |
| 219-223 | Estrangers in the nait (219) / Miguelete (220) / Todos somos demasiados (221) / La obra infantil (222) / El cumple de Pepe (223)                                                           | 06/11/2017 | 16 000 (0,7%)    |
| 224-228 | El desmayo de Rebeca (224) / La gran excusa (225) / La mudanza de Yorch (226) / Nati repostera (227) / Feng shui (228)                                                                     | 07/11/2017 | 25 000 (1,2%)    |
| 229-233 | Mercado medieval (229) / Votaciones (230) / El sofá nuevo (231) / El tupper de Nati (232) / Andrés y la limpieza (233)                                                                     | 08/11/2017 | 24 000 (1,0%)    |
| 234-238 | Champú afrodisiaco (234) / Donante (235) / El corte de agua (236) / Las tijeras de Nati (237) / Tamara infiel (238)                                                                        | 09/11/2017 | 38 000 (1,5%)    |

### La peluquería(2017)
| Temporada                  | Fecha | Programas | Cadena    | Espectadores | Cuota |
| -------------------------- | ----- | --------- | --------- | ------------ | ----- |
| Temporada 1: La peluquería | 2017  | 238       | La 1 La 2 | 207 000      | 2,3%  |